# Robert Jarczyk
Robert (Wolfgang) Jarczyk, auch Robert Jarczyk-Kálmán (* 13. Oktober 1959 in München) ist ein deutscher Schauspieler, Regisseur und Autor.

## Leben

### Ausbildung und Beruf
Robert Jarczyk studierte 1984/85 Schauspiel in New York am HB Studio, wo er unter anderem Unterricht bei Uta Hagen, Sandy Dennis, Edward Morehouse und Herbert Berghof erhielt.
Er schreibt außerdem Drehbücher, Gedichte und Theaterstücke und ist Regisseur von mehreren Kurzfilmen.

### Schauspielkarriere
Robert Jarczyk, der während seiner Karriere als Schauspieler auch unter den Namen und Namensvarianten Robert W. Jarczyk, Robert-Wolfgang Jarczyk und Wolfgang Jarczyk auftrat, spielte bereits während seiner Schulzeit als Jugendlicher in dem Spielfilm Das fliegende Klassenzimmer (1973) an der Seite von Joachim Fuchsberger und Heinz Reincke mit. 1981 hatte er eine kleine, aber dramaturgisch nicht unwichtige Rolle als „Halbjude“ Dieter Aaron in dem Kinofilm Nach Mitternacht (Regie: Wolf Gremm) nach dem Roman von Irmgard Keun.
Ab Mitte der 1980er Jahre begann seine kontinuierliche Karriere im deutschen Fernsehen. Er übernahm mehrere durchgehende Serienrollen, wiederkehrende Episodenrollen und auch Gastrollen. 1985 hatte er seine erste Hauptrolle in einem Derrick-Krimi (Folge: Die Tänzerin), anschließend folgten zahlreiche Episodenhauptrollen in den Krimiserien Der Alte, Derrick, Der Mann ohne Schatten (RTL) und SOKO 5113.
Er spielte außerdem die Hauptrolle des Kriminalermittlers Richard Lorentz in der RTL-Mystery-Serie Operation Phoenix – Jäger zwischen den Welten. Er war in Hauptrollen in der Fernsehserie Verschollen in Thailand sowie in den Kinoproduktionen Der Trip – Die nackte Gitarre 0,5 und Ludenmann macht fertig! zu sehen.
Von 2002 bis 2005 spielte Jarczyk die Hauptrolle des Oberarztes Dr. Erik G. Zwenger in der TV-Serie St. Angela. Im September 2009 übernahm er die Rolle des Bösewichts Richard Darcy in der Telenovela Anna und die Liebe, wo er von Dezember 2009 bis August 2010 zum Hauptcast gehörte. Im Oktober 2010 folgte nochmals ein Gastauftritt.
Jarczyk wirkte auch bei mehreren Theaterproduktionen und Theater-Tourneen mit. (Anm.) 1985 und 1987 spielte er Theater in New York City und am Alleyway Theatre in Buffalo. Theaterengagements in Deutschland hatte er u. a. an der Kleinen Komödie am Max II, mehrfach am Contra-Kreis-Theater in Bonn und am Schauspiel Bremen. In einer Tourneeproduktion der Theatergastspiele Kempf war er als Brick in Die Katze auf dem heißen Blechdach zu sehen. 1997/98 spielte er in Ferenc Molnárs Gesellschaftskomödie Olympia (Regie: Gerhard Tötschinger) gemeinsam mit Christiane Hörbiger und Therese Lohner in München und auf Tournee.

### Privates
Robert Jarczyk ist der Sohn des Filmkomponisten Herbert Jarczyk, der Neffe des Komponisten Michael Jary und der Adoptivsohn des Komponisten Charles Kálmán. Nach dem Tod seines Adoptivvaters († 2015) und seiner Mutter Ruth Kálmán (1929–2016), der zweiten Frau von Charles Kálmán, verwaltet er den kompletten, aus Partituren, Briefen, Tagebüchern und Aktenordnern (mit mehr als 65.000 Blatt) bestehenden Nachlass der Familie Kálmán. Er ist Präsident der von ihm Anfang 2021 gemeinsam mit Wolfgang Dosch und Christian Simonis gegründeten Charles- und Emmerich-Kálmán-Gesellschaft mit Sitz in Wien, gibt Interviews zu seiner Familie (u. a. mit Stefan Frey in der BR-Klassik-Sendung Operetten-Boulevard) und nimmt als Ehrengast an Musikveranstaltungen teil, die sich dem Schaffen von Emmerich Kálmán und Charles Kálmán widmen. Jarczyk lebt in München und Berlin.

## Filmografie (Auswahl)
- 1973: Das fliegende Klassenzimmer
- 1974: Der Kommissar – Ein Anteil am Leben
- 1981: Nach Mitternacht
- 1985–1994: Derrick (14 Folgen)
- 1985–2004: Der Alte (8 Folgen)
- 1987: Reichshauptstadt – privat
- 1987–2015: SOKO 5113|SOKO München (7 Folgen)
- 1991: Gesucht wird Ricki Forster
- 1996: Der Trip – Die nackte Gitarre 0,5
- 1997: Verschollen in Thailand
- 1997–1999: Operation Phoenix – Jäger zwischen den Welten
- 1998: Der Bulle von Tölz: Tod eines Strohmanns
- 1999: Siska – Der Jobkiller
- 2000: Alarm für Cobra 11 – Die Autobahnpolizei – Böse Überraschung
- 2000: Die Rote Meile – Linke Touren
- 2002–2005: St. Angela
- 2005: Siska – Zwischen Kain und Abel
- 2006: Ludenmann macht fertig (Kurzfilm)
- 2007: Die Rosenheim-Cops – Tod eines Dichters
- 2009: Mord in bester Gesellschaft: Der süße Duft des Bösen
- 2009–2010: Anna und die Liebe (Folgen 261–278, 315–513)
- 2010: Rosamunde Pilcher: Ruf der Vergangenheit
- 2011: Schmidt & Schmitt – Wir ermitteln in jedem Fall
- 2011: In aller Freundschaft – Sinnkrise
- 2012: Hubert und Staller – Reif für die Anstalt
- 2015: Verbotene Liebe – Wen die Götter lieben
- 2017: Alarm für Cobra 11 – Die Autobahnpolizei – Gefangen
- 2017: Die Chefin – Prager Kristalle
- 2020: Sunny – Wer bist du wirklich? – Echt

## Theaterengagements (Auswahl)
- 1985: Eric Bentley: Bentley Variations. Actors Outlet, New York City
- 1987: Maxim Mazumdar: Gilgamesh. Alleyway Theatre, Buffalo (N.Y.)
- 1992/93: Derek Benfield: Auf die Plätze, fertig, Lo…ve!. Contra-Kreis-Theater, Bonn
- 1995: Laurence Jyl: Ein schöner Schwede. Kleine Komödie am Max II, München
- 1996: Tankred Dorst: Fernando Krapp hat mir diesen Brief geschrieben. Schauspiel Bremen
- 1997: Tennessee Williams: Die Katze auf dem heißen Blechdach. Theatergastspiele Kempf, Tournee
- 1997/98: Ferenc Molnár: Olympia. Komödie im Bayerischen Hof, München
- 2001/02: Joseph Kesselring: Arsen und Spitzenhäubchen, Berliner Tournee
- 2003/04: Johann Wolfgang von Goethe: Die Mitschuldigen, Tournee
- 2005: Michael Pertwee: Sextett. Contra-Kreis-Theater, Bonn